# Joaquim Desterro de Almeida
Joaquim Desterro de Almeida (Pinhel, Pinhel, 22 de fevereiro de 1880 - 6 de julho de 1959) foi um político português.

## Família
Era filho de José Joaquim Desterro e de sua mulher Maria da Piedade de Almeida (1848 - Pinhel, 12 de Setembro de 1922).

## Biografia
Bacharel em Direito pela Faculdade de Direito da Universidade de Coimbra, foi 66.º Governador Civil do Distrito da Guarda de 30 de Maio a 25 de Outubro de 1921 e Notário do 2.º Cartório Notarial de Pinhel.

## Casamento e descendência
Casou na Guarda em 1901 com Aida Metelo Corte-Real e Almeida, de Vieira do Minho, Vieira do Minho, filha do Juiz Conselheiro Custódio Joaquim da Cunha e Almeida e de sua mulher Josefa Metelo Corte-Real, da qual teve dois filhos e duas filhas:
- Abel Metelo de Almeida Desterro (1910 - 28 de Julho de 1911)[1]
- Maria Jovita Metelo de Almeida Desterro (12 de Março de 1912 - ?), que casou com Eurico Retto (8 de Março de 1902 - ?) e foi mãe de Aida de Almeida Desterro Retto, de cujo casamento com Francisco Manuel Carvalhal nasceram a actriz Cristina Maria Metelo Retto Carvalhal, solteira e sem geração, e Pedro Manuel Metelo Retto Carvalhal[1]
- Maria Helena Metelo de Almeida Desterro (8 de Setembro de 1914 - ?), casada em Agosto de 1940 com o Dr. José Torres Alves, Médico Veterinário (Pinhel, Pinhel, 1912 - 17 de Setembro de 1982), filho do Capitão Norberto Amâncio Alves e de sua mulher Berta Torres, com geração feminina[1]
- Adalberto Metelo de Almeida Desterro (26 de Fevereiro de 1918 - 9 de Maio de 1998), Engenheiro, casado com Ana Maria Pinto (6 de Dezembro de 1929 - ?), com geração[1]